# Bouffry
Bouffry település Franciaországban, Loir-et-Cher megyében. Lakosainak száma 136 fő (2022. január 1.). Bouffry La Chapelle-Vicomtesse, Chauvigny-du-Perche, Droué, Fontaine-Raoul, Ruan-sur-Egvonne és Vald'Yerre községekkel határos.

## Népesség
A település népességének változása:
| Lakosok száma | 244  | 147  | 137  | 152  | 148  | 140  | 134  | 130  | 132  | 136  |
|               | 1968 | 1982 | 1990 | 2006 | 2013 | 2015 | 2017 | 2019 | 2020 | 2022 |